# Valerius Valens

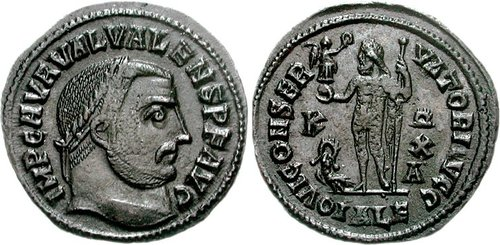
Valerius Valens auf einem Follis

Aurelius Valerius Valens († 316/317) war 316 oder 316/317 Mitkaiser des römischen Kaisers Licinius.
Valens war zuvor als dux limitis für die Grenzsicherung in der römischen Provinz Dakien zuständig gewesen. Nach seiner Niederlage in der Schlacht bei Cibalae ging Licinius nach Dakien und erhob ihn zum Mitkaiser. In der literarischen Überlieferung wird er zwar nur als Caesar bezeichnet, d. h. als Unterkaiser des Licinius, auf seinen Münzen nennt er sich aber Augustus, womit er nominell denselben Rang wie Licinius bekleidete. Nachdem Licinius in der Schlacht bei Mardia seinen Widersacher Konstantin den Großen wiederum nicht hatte besiegen können, wurde er von diesem gezwungen, Valens abzusetzen und ihn hinrichten zu lassen.